# Pingvinen og strandstenen
Pingvinen og strandstenen (en: The Pebble and the Penguin)  er en animeret spillefilm fra 1994 instrueret af Don Bluth.

## Figurer i filmen
| Figur  | Engelske Stemmer | Danske Stemmer  |
| ------ | ---------------- | --------------- |
| Hubie  | Martin Short     | Henrik Koefoed  |
| Marina | Annie Golden     | Susanne Elmark  |
| Rocko  | James Belushi    | Peter Zhelder   |
| Drake  | Tim Curry        | Lars Thiesgaard |